# Syrisca patagonica
Syrisca patagonica är en spindelart som först beskrevs av Boeris 1889.  Syrisca patagonica ingår i släktet Syrisca och familjen sporrspindlar. Inga underarter finns listade i Catalogue of Life.